# Luke McCormick
Luke Martin McCormick (Coventry, 15 agosto 1983) è un ex calciatore inglese, di ruolo portiere.

## Biografia
Il 7 giugno 2008 viene arrestato dalla polizia dopo essersi scontrato - a causa di un colpo di sonno - a bordo della sua Range Rover contro una Toyota Previa, causando la morte di Arron e Ben Peak - rispettivamente di 10 e 8 anni - e ferendo gravemente il padre, il quale riporterà danni permanenti alla schiena e al collo e altri tre passeggeri.
Il calciatore, rimasto illeso dall'incidente, stava tornando a Coventry dal matrimonio del compagno di squadra David Norris e guidava con una concentrazione di alcool nel sangue doppia rispetto al limite consentito.
Il 7 ottobre 2008 viene condannato a 7 anni e 4 mesi di reclusione. Il 6 giugno 2012 la scarcerazione anticipata pone fine alla sua condanna.

## Carriera
Muove i suoi primi passi nel settore giovanile del Plymouth. Dopo aver trascorso diverse stagioni da riserva, nel 2003, complice l'infortunio di Romain Larrieu, si impone come portiere titolare della rosa.
Dopo una breve parentesi in prestito al Boston United, rientra al Plymouth. Il 22 luglio 2008 la società rescinde il contratto del giocatore, in quanto condannato per duplice omicidio.
Il 10 novembre 2012 - scontata la condanna - viene tesserato dal Truro City, in Conference South. Il 31 gennaio 2013 viene tesserato per sei mesi dall'Oxford United, in League Two.
Il 9 maggio 2013 torna al Plymouth, firmando un contratto valido per una stagione. Un infortunio alla mano subito nel mese di febbraio lo costringe a chiudere la stagione con largo anticipo. Il 28 aprile 2014 rinnova il proprio contratto per altre due stagioni.
In seguito alla cessione di Curtis Nelson, viene nominato capitano della rosa.

## Statistiche

### Presenze e reti nei club
Statistiche aggiornate al 30 giugno 2017.
| Stagione        | Squadra         | Campionato      | Campionato | Campionato | Coppe nazionali | Coppe nazionali | Coppe nazionali | Coppe continentali | Coppe continentali | Coppe continentali | Altre coppe | Altre coppe | Altre coppe | Totale | Totale |
| Stagione        | Squadra         | Comp            | Pres       | Reti       | Comp            | Pres            | Reti            | Comp               | Pres               | Reti               | Comp        | Pres        | Reti        | Pres   | Reti   |
| --------------- | --------------- | --------------- | ---------- | ---------- | --------------- | --------------- | --------------- | ------------------ | ------------------ | ------------------ | ----------- | ----------- | ----------- | ------ | ------ |
| 2000-2001       | Plymouth        | TD              | 1          | 0          | FACup+CdL       | 0               | 0               | -                  | -                  | -                  | FLT         | 0           | 0           | 1      | 0      |
| 2001-2002       | Plymouth        | TD              | 0          | 0          | FACup+CdL       | 0               | 0               | -                  | -                  | -                  | FLT         | 0           | 0           | 0      | 0      |
| 2002-2003       | Plymouth        | SD              | 3          | -4         | FACup+CdL       | 0               | 0               | -                  | -                  | -                  | FLT         | 2           | -2          | 5      | -6     |
| 2003-2004       | Plymouth        | SD              | 40         | -31        | FACup+CdL       | 1+0             | -3              | -                  | -                  | -                  | FLT         | 2           | -2          | 43     | -36    |
| ott. 2004       | Plymouth        | FLC             | 7          | -9         | FACup+CdL       | 0+1             | -3              | -                  | -                  | -                  | -           | -           | -           | 8      | -12    |
| ott.-nov. 2004  | Boston United   | FL2             | 2          | -4         | FACup+CdL       | 0               | 0               | -                  | -                  | -                  | FLT         | 0           | 0           | 2      | -4     |
| nov. 2004-2005  | Plymouth        | FLC             | 16         | -22        | FACup+CdL       | 0               | 0               | -                  | -                  | -                  | -           | -           | -           | 16     | -22    |
| 2005-2006       | Plymouth        | FLC             | 1          | -2         | FACup+CdL       | 0+2             | -3              | -                  | -                  | -                  | -           | -           | -           | 3      | -5     |
| 2006-2007       | Plymouth        | FLC             | 40         | -55        | FACup+CdL       | 5+1             | -3 + -1         | -                  | -                  | -                  | -           | -           | -           | 46     | -59    |
| 2007-2008       | Plymouth        | FLC             | 30         | -31        | FACup+CdL       | 2+3             | -4 + -2         | -                  | -                  | -                  | -           | -           | -           | 35     | -37    |
| 2012-gen. 2013  | Truro City      | CS              | 10         | -21        | FACup+CdL       | -               | -               | -                  | -                  | -                  | FLT         | 1           | -3          | 11     | -24    |
| gen.-giu. 2013  | Oxford United   | FL2             | 15         | -18        | FACup+CdL       | -               | -               | -                  | -                  | -                  | FLT         | -           | -           | 15     | -18    |
| 2013-2014       | Plymouth        | FL2             | 27         | -28        | FACup+CdL       | 1+0             | 0               | -                  | -                  | -                  | FLT         | 0           | 0           | 28     | -28    |
| 2014-2015       | Plymouth        | FL2             | 46+2       | -36 + -5   | FACup+CdL       | 2+1             | -3 + -3         | -                  | -                  | -                  | FLT         | 2           | -4          | 53     | -51    |
| 2015-2016       | Plymouth        | FL2             | 40+3       | -39 + -4   | FACup+CdL       | 1+1             | -2 + -2         | -                  | -                  | -                  | FLT         | 3           | -7          | 48     | -54    |
| 2016-2017       | Plymouth        | FL2             | 46         | -46        | FACup+CdL       | 5+0             | -2              | -                  | -                  | -                  | FLT         | 0           | 0           | 51     | -48    |
| Totale Plymouth | Totale Plymouth | Totale Plymouth | 297+5      | -303 + -9  |                 | 26              | -31             |                    | -                  | -                  |             | 9           | -15         | 337    | -358   |
| Totale carriera | Totale carriera | Totale carriera | 326        | -355       |                 | 26              | -31             |                    | -                  | -                  |             | 10          | -18         | 365    | -404   |

## Palmarès

### Club

#### Competizioni nazionali
- Third Division: 1

Plymouth: 2001-2002
- Second Division: 1

Plymouth: 2003-2004
- Campionato inglese di quarta divisione: 1

Swindon Town: 2019-2020